# Friedrich Grub
Pour les articles homonymes, voir Grub.
Karl Friedrich Grub (né le 19 mai 1833 à Illingen et mort le 29 décembre 1908 à Berlin) est un agriculteur wurtembergeois, entrepreneur et député du Reichstag. Il est le fondateur des instituts municipaux de cure de lait, qui ont pour but de fournir aux grandes villes du lait adapté à l'alimentation des bébés et à des fins sanitaires. Il ouvre la voie à des institutions similaires dans toute l'Empire allemand qui ont imité l'idée d'entreprise.

## Biographie
Karl Friedrich Grub, surnommé "Fritz", est né le 19 mai 1833, huitième de douze enfants, à Illingen. Il passe son enfance dans la ferme postale de ses parents, où il étudie à l'école du village, puis il étudie à l'école latine de Markgröningen et à l'école secondaire de Stuttgart.
Du printemps 1851 à l'automne 1852, il étudie à l'école cantonale d'agriculture de Kreuzlingen en Suisse puis jusqu'en septembre 1854 à une école d'agriculture à Nissenburg (Hongrie). À partir de 1er octobre 1856, Karl Friedrich étudie à l'Académie agricole de Hohenheim, qu'il quitte sans diplôme en mars 1857 pour occuper un poste de direction à Haldenwang près de Guntzbourg sur le domaine de Freiherr von Freyberg.
À Guntzbourg, il rencontre sa femme Berta Miller, une descendante des familles nobles Speth-Schülzburg et von Eyb. Ils se marient le 1er juin 1859. Le couple a un total de 11 enfants ensemble, mais trois d'entre eux décèdent en bas âge et un à l'âge de huit ans.
En 1862, Karl Friedrich loue un domaine du prince Wrede à Ellingen près de Weißenburg, en 1869, il change de profession et participe à la gestion d'une grande usine de granit de Passau avec une participation financière. Pour cela, il déménage sa résidence à Ratisbonne.
En 1875, il ouvre un sanatorium au lait à Stuttgart. En 1887, il devient député du Reichstag et construit le sanatorium au lait à Berlin.
Après la mort inattendue de sa femme en 1889, Friedrich Grub décide de ne plus se présenter au Reichstag. Il vend le sanatorium au lait de Stuttgart et déménage sa résidence à Berlin afin de se consacrer entièrement au sanatorium au lait local. Karl Friedrich Grub décède le 26 décembre 1908 à l'âge de 75 ans à Berlin. Il est enterré à côté de sa femme au Pragfriedhof de Stuttgart.

## Sanatorium au lait à Stuttgart
Le taux élevé de mortalité infantile à l'époque est attribué, entre autres, à la mauvaise qualité du lait. À cette époque, le lait est apporté de la campagne, où les vaches non seulement donnent du lait, mais sont également utilisées dans les champs. Les vaches sont nourries avec ce qui est disponible dans les fermes. Les vaches vivent dans des stalles étroites, généralement peu éclairées. En conséquence, la qualité du lait est très variable. Surtout en été, le lait devient souvent aigre lorsqu'il est transporté en ville. Le transport vers la ville étant assuré par des intermédiaires, le lait est souvent frelaté pour augmenter les profits.
Étant donné que trois des enfants de Karl Friedrich sont morts en bas âge, il travaille avec des médecins, des vétérinaires et des médecins pour mettre en place une installation de cure laitière dans laquelle il souhaite produire du lait de haute qualité, en particulier pour les petits enfants et les malades. Pour éviter les longs itinéraires de transport, l'institution et l'étable doivent être construits dans la ville. Les animaux doivent y avoir suffisamment d'espace et être nourris exclusivement avec du fourrage sec, principalement du foin. Le lait ne peut être obtenu qu'auprès de l'institut de cure laitière sans intermédiaires.
En 1874, Grub met le plan en action et achète un immeuble de plusieurs étages au 59 Rotebühlstrasse à Stuttgart. En 1875, il entreprend de rénover le bâtiment. En 1876, le sanatorium au lait est ouvert. Après des difficultés initiales, l'entreprise prospère et en 1881, le cheptel est doublé pour répondre à la demande.

## Carrière politique

### Stuttgart
Karl Friedrich Grub est membre du parti allemand et, à partir de 1882, chef de la branche de Stuttgart pendant plusieurs années. De 1877 à 1879, il est élu par les citoyens au comité des citoyens de la ville, de 1881 à 1887 au conseil municipal de Stuttgart.

### Reichstag à Berlin
De 1887 à 1890, il est député du Reichstag pour la 10e circonscription de Wurtemberg (Gmünd (de), Göppingen (de), Welzheim, Schorndorf (de)), où il rejoint le Parti national-libéral.
Au Reichstag, il continue de traiter des questions agricoles, un total de quatre discours sont enregistrés. Il s'agit de beurre artificiel ou Fonds de substitution pour le beurre, tarifs douaniers pour les céréales, interdiction de l'importation de porcs et droit des écoles secondaires d'étudier la médecine. La phrase de Grub: «L'agriculture et l'industrie sont comme des jumeaux siamois; si l'un souffre, l'autre en souffre."

## Installation de cure de lait au Viktoriapark à Berlin

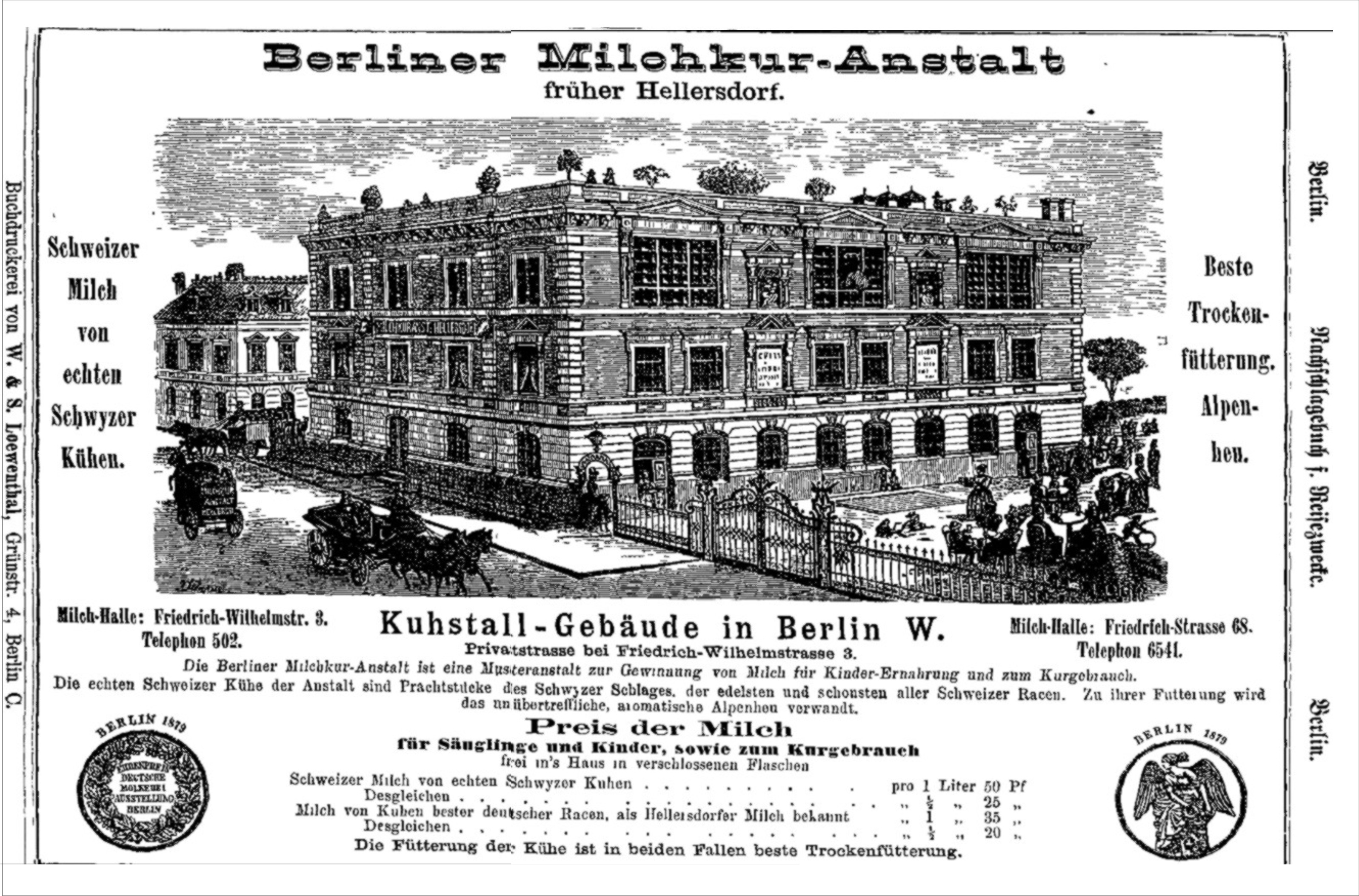
Institut de cure du lait à Berlin, succursale de la Friedrich-Wilhelm-Strasse; Publicité dans le carnet d'adresses de Berlin 1890

En plus de son travail en tant que député du Reichstag à Berlin, avec le soutien de l'administration de la ville et du député du Reichstag Rudolf Virchow, il commence à construire un sanatorium au lait au 27/28 Kreuzbergstr. La nouvelle installation de cure laitière est trois fois plus grande que celle de Stuttgart et comprend un bâtiment stable pour 250 vaches et environ 20 chevaux. Au début, l'entreprise a du mal à s'implanter, mais elle est également devenue un succès par la suite. Friedrich Grub fonde diverses succursales et dirige l'entreprise pendant près de 20 ans jusqu'à sa mort.
Le bâtiment de la Kreuzbergstrasse est encore conservé aujourd'hui.